# Smedovac
Smedovac (kyrillisch Смедовац) ist ein Dorf in der Opština Negotin, im Bezirk Bor im Osten Serbiens.

## Geschichte
Das erste Mal wird das Dorf im 16. Jahrhundert unter dem Namen Smedovo erwähnt. Neben dem Dorf gab es kleineres Dörfchen, aus welchem die Einwohner in das Dorf zogen.

## Einwohner
Die Volkszählung 2002 (Eigennennung) ergab, dass 163 Menschen im Dorf leben, davon bezeichneten sich alle als Serben.
Weitere Volkszählungen:
- 1948: 528
- 1953: 514
- 1961: 499
- 1971: 419
- 1981: 327
- 1991: 225